# Керженцев, Платон Михайлович
Плато́н Миха́йлович Ке́рженцев (настоящая фамилия — Ле́бедев, литературный псевдоним — В. Керженцев; 4 (16) августа 1881, Москва — 2 июня 1940, Москва) — советский государственный и общественный деятель, революционер, дипломат, экономист, журналист, переводчик. Основатель советской школы тайм-менеджмента.

## Биография
Родился в семье врача, будущего депутата I-й Государственной думы М. Д. Лебедева. Учился в гимназии, затем на историко-филологическом факультете Московского университета. В феврале 1904 года был арестован, исключён из университета. Полгода провёл в Таганской тюрьме, где познакомился с рядом революционных деятелей (Л. Каменевым, Б. Кнунянцем и др.). Был сослан в Нижний Новгород, где вступил в РСДРП(б).

### Революционная деятельность
Участвовал в революции 1905 года в Нижнем Новгороде. В 1905—1906 годах — пропагандист, агитатор и литератор в Нижнем Новгороде. В 1906 году был арестован и сослан в Вологду на 3 года, бежал через три недели. В 1906—1912 годах — на нелегальном положении в Петербурге и Киеве. Нелегально работал в большевистской печати — в газете «Звезда» и журнале «Просвещение».
В 1912—1917 годах — в эмиграции. Участник большевистских заграничных групп в Париже, Лондоне, Нью-Йорке, откуда возвратился через Японию в 1917 году. Корреспондент газеты «Правда». В июле — декабре 1917 года — корреспондент газеты «Новая жизнь».

### Журналист и дипломат[2]
В 1918—1919 годах — заведующий отделом, заместитель редактора «Известий ВЦИК», одновременно член коллегии наркомата просвещения РСФСР.
16 апреля 1919 года постановлением Президиума ВЦИК был назначен ответственным руководителем Российского телеграфного агентства (РОСТА). При нём начинает выходить газета «Агит-РОСТА». Создал до сотни местных отделений, выпускаются знаменитые «Окна сатиры РОСТА».
В 1920—1921 годах — на работе в НКИД: член делегации на мирных переговорах с Финляндией, заведующий Отделом романских стран, заведующий Отделом печати. В 1921—1923 годах — дипломатический представитель в Швеции. Подписал договоры с Норвегией о возобновлении дипломатических отношений и торговли и Швецией (последний не был ратифицирован риксдагом).
В 1923—1925 годах — председатель особого совещания по научной организации работ на транспорте и по улучшению и упрощению аппарата НКПС, член редколлегии «Правды». Председатель секции научной организации труда при Наркомате рабоче-крестьянской инспекции СССР. Работал в области научной организации труда. В частности, руководил Лигой «Время», целью которой была борьба за эффективное использование времени. Лига прекратила своё существование с концом НЭПа.
В 1925—1926 годах — полномочный представитель СССР в Италии.
В 1926—1927 годах  — председатель редакционного совета ОГИЗ, один из создателей системы советской цензуры.

### На партийной и государственной работе
- В 1927—1928 годах — заместитель управляющего Центрального статистического управления СССР[7].
- В 1928—1930 годах — заместитель заведующего отделом агитации, пропаганды и печати ЦК ВКП(б)[9].
- В 1930 году — директор Института литературы, искусства и языка Коммунистической академии, редактор журнала «Литература и искусство».
- В 1930—1933 годах — управляющий делами Совнаркома СССР.
- В 1933—1936 годах — председатель Комитета радиофикации и радиовещания при Совнаркоме СССР. 5 декабря 1936 года введён в состав СНК СССР[5].
- С 26 января по 10 февраля 1934 года — делегат XVII съезда ВКП(б) с совещательным голосом[10].
- В 1936—1938 годах — председатель Комитета по делам искусств при Совнаркоме СССР (закрыл театр Мейерхольда), снят с этого поста 19 января 1938 года. На 1-й сессии ВС СССР 1-го созыва 17 января 1938 года депутат А. А. Жданов подверг критике деятельность Комитета и его председателя Керженцева, в частности за то, что комитетом поддерживалось в течение долгого времени существование театра Мейерхольда[11].
- В июне 1936 года П.М. Керженцев посетил Третьяковскую галерею и обнаружил в экспозиции многочисленные произведения «формалистов», в результате чего им был составлена докладная записка И.В. Сталину и В.М. Молотову «О необходимости изъятия из открытой экспозиции московской Третьяковской галереи и ленинградского Русского музея работ русских художников-авангардистов группы “Бубновый валет” и других подобных формалистических группировок»[источник не указан 133 дня].
- С апреля 1938 года — главный редактор и директор Малой Советской энциклопедии, заместитель Главного редактора Большой советской энциклопедии, заместитель директора издательства «Советская Энциклопедия».

### Смерть
В последние годы жизни занимался научной работой, подготовив к изданию фундаментальный труд «История Парижской коммуны 1871 г.» (М., 1940; 2-е изд. — 1959 г.). Умер 2 июня 1940 года от остановки сердца. Похоронен в Москве на Новодевичьем кладбище.

## Семья
- Первая жена —  Мария Александровна Олигер.
- Вторая жена (с 1924 года) — Мария Михайловна Керженцева, урождённая Докшина (29 июня 1901, Москва — 13 февраля 1980), дочь инженера-железнодорожника, окончила 1-ю московскую гимназию в 1918 году, член ВКП(б) с 1920 года, с 1921 по 1924 секретарь А. М. Коллонтай, в 1927—1929 заместитель директора Камерного театра. Похоронена вместе с мужем на Новодевичьем кладбище[13][14].
  - Дочь — Наталия (1925, Италия — 2006)[13][15].
- Брат — Владимир Михайлович Лебедев (?—1933), земский врач, отец Натальи Лебедевой и генетика Даниила Лебедева[16].

## Переводы
В каталогах РНБ и РГБ зафиксировано 8 отдельных изданий переводов Керженцева с французского и английского языков.
- Человек стал летать! Прошлое, настоящее и будущее авиации. С 35 рис. и с прил. крат. слов. терминов авиации / Сазерак-де-Форж; Пер. с французского В. Керженцева. — С.-Пб.: Жизнь и знание, 1910. — 120 с.
- Как самому построить летательный аппарат / Графиньи; Пер. с французского В. Керженцева. — С.-Пб.: Посев, 1910. — 54 с.
- Гибель земли. Роман / Рони Старший; Пер. французского В. Керженцева. — С.-Пб.: М. И. Семенов, 1912. — 121 с.
- Марсельцы. Роман в 3 ч. Часть 1. Революция / Феликс Гра. Пер. с французского А. Геринг и В. Керженцева. — С.-Пб.: Изд. М. И. Семенова, 1912. — 211 с.
- Рассказы. 1. Маленький граф. 2. Нелло и Патраш. 3. Муфлу / Уйда; Пер. с англ. В. Керженцева. — С.-Пб.: М. И. Семенов, 1913. — 168 с. — (Библиотека «Колосья»)
- История новобранца 1813 года. Повесть / Эркман-Шатриан; Сокр. пер. с французского В. Керженцева. — М.: Задруга, 1914. — 120 с.
- Конец Наполеона (Ватерлоо). Продолжение «Истории новобранца 1813 г.» / Эркман-Шатриан; Сокр. пер. с французского В. Керженцева. — М.: Задруга, 1914. — 120 с.
- Парламент (Его история, орг. и практика) / Кортней Илберт (клерк Палаты общин); Пер. с английского В. Керженцева. — Пг.: АО тип. дела в Петрограде, 1915. — 192 с. — (Всеобщая библиотека ; № 222—224)

## В художественной литературе
Вдоль улицы стояли школьники с разнокалиберными старомодными плакатами: «Привет Лиге Времени и ее основателю, дорогому товарищу Керженцеву»,— «Золотой телёнок», Глава 6